# Hgamenon Rabelo Muniz
Hgamenon Rabelo Muniz, mais conhecido como Hgá (Rosário, 25 de janeiro de 1970), é um ex-futebolista brasileiro que atuava como meio-campista.
Fez história no Guarani de Divinópolis, onde é ídolo. Conquistou seus maiores títulos atuando no Atlético Mineiro.

## Carreira
A trajetória de Hgamenon no futebol mineiro começou em 1989, quando ele se destacou na equipe do Moto Clube do Maranhão, sua terra natal. Após a competição, o jovem meia de então 17 anos foi comprado pelo Atlético e já foi direto para a equipe profissional. Mas um problema de saúde fez com que ele ficasse um ano e meio sem atuar. “Tive um problema de sopro e precisei fazer uma cirurgia de coração, mas me curei e voltei a jogar normalmente”, disse o jogador, que quando atuou pelo Tupi ficou 4 meses parado devido a uma fratura. “Sofri uma entrada violenta e quebrei a patela do joelho direito. Estas foram as únicas vezes que precisei ficar no estaleiro”, completou.
Hgamenon é ídolo da torcida do Guarani de Divinópolis, onde disputou 10 campeonatos mineiros e é recordista de atuações pelo clube, na era profissional. Hga, tem seu jogo favorito com a camisa alvirrubra: “Aquele jogo com o Cruzeiro em 2001 é inesquecível. O Maurício, num lance incrível deu um ‘elástico’ no Sorín, fazendo 1–0, eles viraram, conseguimos empatar e no finalzinho, eu acertei um chute de fora da área que passou por cima do Jefferson”.
Em sua carreira, defendeu 21 equipes, com destaque para União São João, Villa Nova, River-PI, Uberaba e Itumbiara. Pendurou as chuteiras em 2011, aos 41 anos, quando jogava no Itaúna.
Para Hgamenon, seu maior sonho é treinar o Guarani, clube no qual se destacou em 21 anos como atleta profissional.

## Títulos
Atlético Mineiro
- Copa Conmebol: 1992[5]
- Campeonato Mineiro: 1991

## Homenagens
Em 2022, recebeu da Prefeitura de Divinópolis o certificado de “Orgulho Divinopolitano”.